# Bitwa pod Orszą (1508)
Bitwa pod Orszą – bitwa stoczona 13 lipca 1508 pod Orszą, w czasie wojny litewsko-moskiewskiej 1507-1508 przez połączoną armię polsko-litewską z armią moskiewską.
Wojska Wielkiego Księstwa Litewskiego pod wodzą hetmana wielkiego litewskiego Konstantego Ostrogskiego, wspierane przez 5000 polskich zaciężnych dowodzonych przez wojewodę lubelskiego Mikołaja Firleja skoncentrowały się w okolicach Nowogródka. Celem armii polsko-litewskiej było uwolnienie Smoleńska od oblegającej twierdzę armii moskiewskiej wielkiego księcia Wasyla III.
Na wieść o armii polsko-litewskiej Wasyl III zwinął oblężenie Smoleńska i ruszył w kierunku Orszy. Gdy okazało się, że Ostrogski zbliża się od północy do pozycji moskiewskich, dowódcy moskiewscy postanowili wycofać się na południowy brzeg Dniepru, by uderzyć na Polaków i Litwinów w momencie przeprawy przez rzekę.
W dniu 13 lipca 1508 roku na północnym brzegu Dniepru, naprzeciwko brodu położonego na zachód od wsi Ruklino, zatoczono dwa tabory – polski pod komendą Mikołaja Firleja i litewski Konstantego Ostrogskiego, a następnie ustawiono się do bitwy w trzech rzutach. 
W centrum (huf czelny) uszykowało się 2 tys. piechoty koronnej, artyleria oraz 12000 jazdy kopijniczej i kuszników konnych na skrzydłach.
W drugim liczniejszym rzucie (huf walny) stanęły główne siły litewskiego pospolitego ruszenia (ok. 10 tys. jazdy).
W trzecim, najmniejszym, pełniącym rolę odwodu, znalazł się król z doborowymi chorągwiami nadwornymi. Na skrzydłach stanęło po około 500 lekkiej jazdy (Raców, husarzy i łuczników) mających na cel rozpoznanie.
W trakcie bitwy obecny też był sam król Zygmunt I obserwując rozwijające się działania. Na początku Ostrogski rzucił jeden z lekkich oddziałów skrzydłowych demonstracyjnie naprzeciw wojsk moskiewskich, a drugi wysłał przez zasłonięty lasem i niestrzeżony bród 1 km powyżej rzeki z zadaniem uderzenia na obóz Wasyla. Drugi oddział przemknął południową odnogą wąwozu ruklinowskiego obchodząc lasem od jego prawego skrzydła szyk nieprzyjacielski, czym zaskoczył wroga. Kilka lekkich chorągwi królewskich dopadło do obozu moskiewskiego na tyłach głównych sił wroga i zaczęło go łupić. Tymczasem polska husaria uderzyła na oddziały moskiewskie broniące bliższej przeprawy. Za nią kilkuset kuszników konnych i pieszych przeszło rzekę w bród i przygotowało natarcie kopijników. Wtedy do akcji wszedł Firlej i wyparł Moskwian z ich stanowisk osłonowych na południowym brzegu rzeki. Gdy następne roty piesze zaczęły się przeprawiać przez rzekę, król zauważył, że jazda moskiewska przeważa liczebnie i jej atak w tym momencie mógłby zniszczyć część jego podzielonych wojsk i rozkazał wstrzymać przeprawę, której nie zdołano by przeprowadzić w całości przed zapadnięciem ciemności.
Król zamierzał, znając już rozmieszczenie pułków moskiewskich, zaatakować ponownie po wschodzie słońca. Po naradzie z hetmanami nakazał wojsku stać przez całą noc w szyku w pełnym uzbrojeniu. Jednak w tym czasie Daniło Oboleński i Jakow Zacharyn wydali rozkaz cichego zwinięcia obozu moskiewskiego i o północy ruszono do Dubrowny porzucając w pośpiechu cześć taboru ze sprzętem, bydłem i chorymi.